# Eddie Gaven
Eddie Gaven (Hamilton, Nueva Jersey, 25 de octubre de 1986) es un exfutbolista estadounidense y su último club fue con el Columbus Crew de la Major League Soccer.

## Trayectoria
Fue atendido por Steinert High School en Nueva Jersey y siendo el jugador más joven en fichar en la MLS. En 2003 fue adquirido por los MetroStars a 2005 y en 2006 fichó por el Columbus Crew. El 31 de octubre de 2013, Gaven anunció su retiro del fútbol profesional.

## Clubes
| Club          | País           | Año         |
| ------------- | -------------- | ----------- |
| MetroStars    | Estados Unidos | 2003 - 2005 |
| Columbus Crew | Estados Unidos | 2006 - 2013 |

## Palmarés

### Campeonatos nacionales
| Título                 | Club          | País           | Año  |
| ---------------------- | ------------- | -------------- | ---- |
| Copa MLS               | Columbus Crew | Estados Unidos | 2008 |
| MLS Supporters' Shield | Columbus Crew | Estados Unidos | 2008 |
| MLS Supporters' Shield | Columbus Crew | Estados Unidos | 2009 |